# Doukétios
Doukétios, Duketios, Ducétios ou encore Ducétius (grec ancien : Δουϰέτιος), hégémon des Sicèles (Sicules) en Sicile (ὀ τῶν Σικελῶν ἡγεμών), mort en 440 av. J.-C.. Il réunit en une seule fédération toutes les cités sicèles, sauf une. La fédération sicèle, hellénisée, frappe monnaie et dispose d’une armée fédérale.
En 461 av. J.-C., après avoir fait l’unité de son peuple, il s’attaque aux nouveaux habitants de Catane-Aetna, qui, envoyés quelques années plus tôt par Hiéron, avaient confisqué des territoires sicèles. Doukétios, uni aux Syracusains, est victorieux, et les colons d’Hiéron vont s’installer à Inessa, qu’ils rebaptisent Aetna. Les anciens habitants de Catane se réinstallent et les Sicèles reprennent leurs terres.
En 459 av. J.-C., il fonde la cité de Menainon (Menaenum) en distribuant la terre entre les citoyens, et s’empare de la cité sicèle de Morgantina.
En 453 av. J.-C., il fonde et fortifie Palikè, à proximité du sanctuaire des Palikoi. Il en fait la capitale du koinon des Sicules, qu'il a réussi à constituer.
Après avoir obligé Inessa-Aetna à se soumettre, Doukétios s’attaque à Motyon, cité sicane protégée par Agrigente (451 av. J.-C.). Agrigente et Syracuse, inquiètes, envoient des troupes qui se font battre. L’année suivante, il est sévèrement battu à Nomae par la coalition des deux villes. Les survivants de son armée se dispersent dans les diverses cités sicèles et Doukétios reste seul avec une poignée de fidèles. Agrigente reprend Motyon et Doukétios se réfugie à Syracuse, où il est jugé par une assemblée modérée :  

« Il ne faisait pas encore jour, lorsqu’il arriva sur la place publique de Syracuse ; s’asseyant au pied des autels, il devint le suppliant de la ville, et fit don de sa personne et de ses terres aux Syracusains. La multitude, au bruit d’une nouvelle si inattendue, affluait sur la place publique et les magistrats convoquèrent une assemblée pour délibérer sur le parti à prendre au sujet de Doucétios. Quelques orateurs, qui avaient coutume de haranguer le peuple, soutenaient qu’il fallait le châtier comme un ennemi et se venger sur lui des anciens revers ; mais les plus considérés parmi les sénateurs présents à l’assemblée représentèrent qu’il fallait respecter le suppliant, craindre la Fortune et redouter la vengeance des dieux. Il serait honteux de faire mourir un proscrit de la Fortune et il est digne de la magnanimité du peuple de sauver le suppliant en même temps que le respect des dieux. Aussitôt l’assemblée prononça, d’une seule voix, la grâce de Doucétios. Les Syracusains, après avoir ainsi épargné Doucétios suppliant, le firent partir pour Corinthe. Ils lui ordonnèrent d’y passer sa vie, en pourvoyant convenablement à son entretien. »

Il est exilé à Corinthe, ville fondatrice de Syracuse, à la condition de ne plus retourner en Sicile.
Cependant en 446 av. J.-C., avec l’accord secret de Syracuse, il revient en Sicile et avec des Sicèles et des Grecs de Grèce propre, il fonde la cité de Kalè Aktè, ce qui rallume le conflit avec Agrigente. Il meurt de maladie en 440 av. J.-C. et rapidement Syracuse impose sa domination aux Sicules.

## Sources antiques
- Diodore de Sicile, XI, 88, 6 ; 91-92 ; XII, 8 ; 29.